# Sumitra Mahajan
Sumitra Mahajan, née le 12 avril 1943, est une femme politique indienne, présidente du Lok Sabha de 2014 à 2019. Elle appartient au parti Bharatiya Janata. Elle représente la circonscription Indore du Madhya Pradesh de 1989 à 2019 en tant que femme députée la plus ancienne.
Elle est également ministre d'État de l'Union de 1999 à 2004, détenant les portefeuilles du développement des ressources humaines, des communications et des technologies de l'information et du pétrole et du gaz naturel. Elle occupe également le poste de présidente du Comité permanent de la justice sociale et de l'autonomisation de 2004 à 2009, et du Comité permanent du développement rural de 2009 à 2014. Elle est la plus âgée et la plus ancienne parmi les femmes députés du 16e Lok Sabha. Elle est la deuxième femme après Meira Kumar à être élue présidente du Lok Sabha. Elle reçoit la troisième plus haute distinction civile indienne, la Padma Bhushan en 2021,.

## Biographie

### Jeunesse
Sumitra Mahajan naît le 12 avril 1943 à Chiplun, dans le Maharashtra. Elle obtient un Master of Arts et un Bachelor of Laws à l'Université d'Indore (aujourd'hui Devi Ahilya Vishwavidyalaya) après avoir épousé Jayant Mahajan d'Indore. Les passe-temps de Sumitra Mahajan incluent la lecture, la musique, le théâtre et le cinéma ainsi qu'un attrait pour le chant. Elle reconnaît le réformateur social du XVIIIe siècle Ahilyabai Holkar comme figure inspirante tout au long de sa vie et écrit un livre sur le parcours de sa vie "Matoshree" qui est dévoilé par le Premier ministre Narendra Modi en 2017.

### Carrière politique
Sumitra Mahajan commence sa carrière politique dans la société municipale d'Indore en 1982. Elle est ensuite élue adjointe au maire de la municipalité d'Indore en 1984. Elle se présente pour la première fois et remporté les élections de Lok Sabha en 1989, contre l'ancien ministre en chef et le haut responsable du Congrès, Prakash Chandra Sethi. Elle est populairement connue sous le nom de Tai parmi les habitants de sa circonscription.

### Présidente du Lok Sabha
Le 6 juin 2014, Sumitra Mahajan est à l'unanimité présidente du 16e Lok Sabha. Elle est auparavant membre du "Groupe des présidents" du Lok Sabha,,. Elle prend la mesure de suspendre 25 députés du Congrès pendant cinq jours en août 2015 de la Chambre pour indiscipline.

### Controverses
L'ancien président de la Maharashtra Brahmin Cooperative Bank basé à Indore, Anil Kumar Dhadwaiwale, affirme que les rôles de Sumitra Mahajan et de son fils Milind Mahajan sont cruciaux dans les escroqueries qui ont eu lieu dans la banque entre 1997 et 2003. Sumitra Mahajan est ministre du gouvernement central pendant cette période.
Milind Mahajan est l'une des directrices de la banque lorsque l'escroquerie présumée a lieu. En 2005, une plainte pour escroquerie est déposé au poste de police central de Kotwali contre 16 personnes dont Milind Mahajan. Mais elle est retirée après l'enquête. De nombreux administrateurs, dont le mari de la secrétaire privée de Sumitra Mahajan, obtiennent un prêt de la banque sans le payer.